# BMW B58

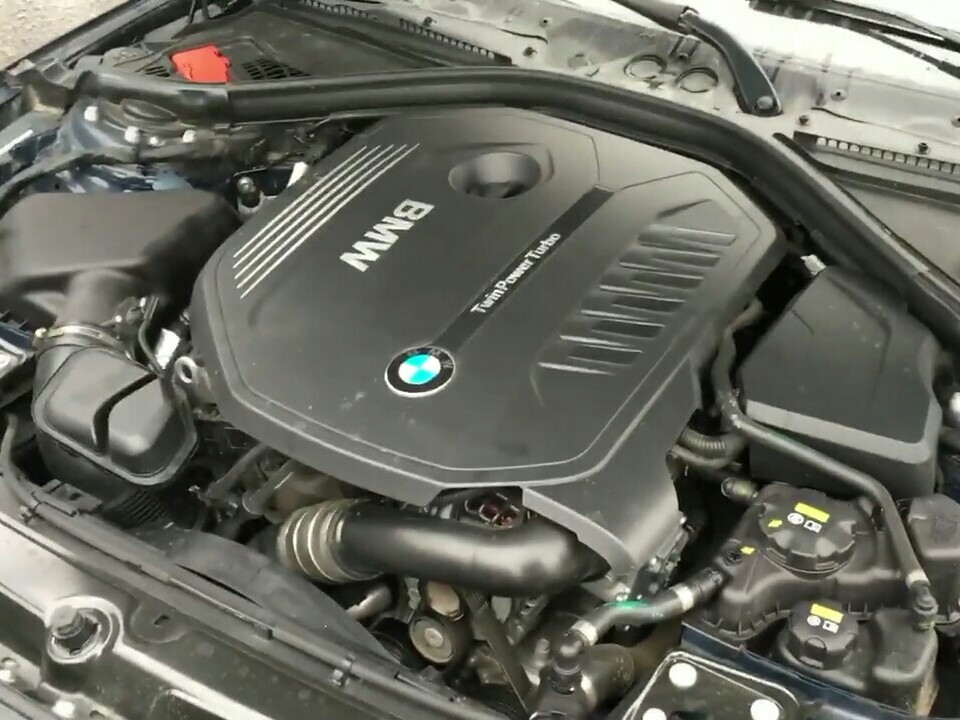
B58 в BMW F30/F31

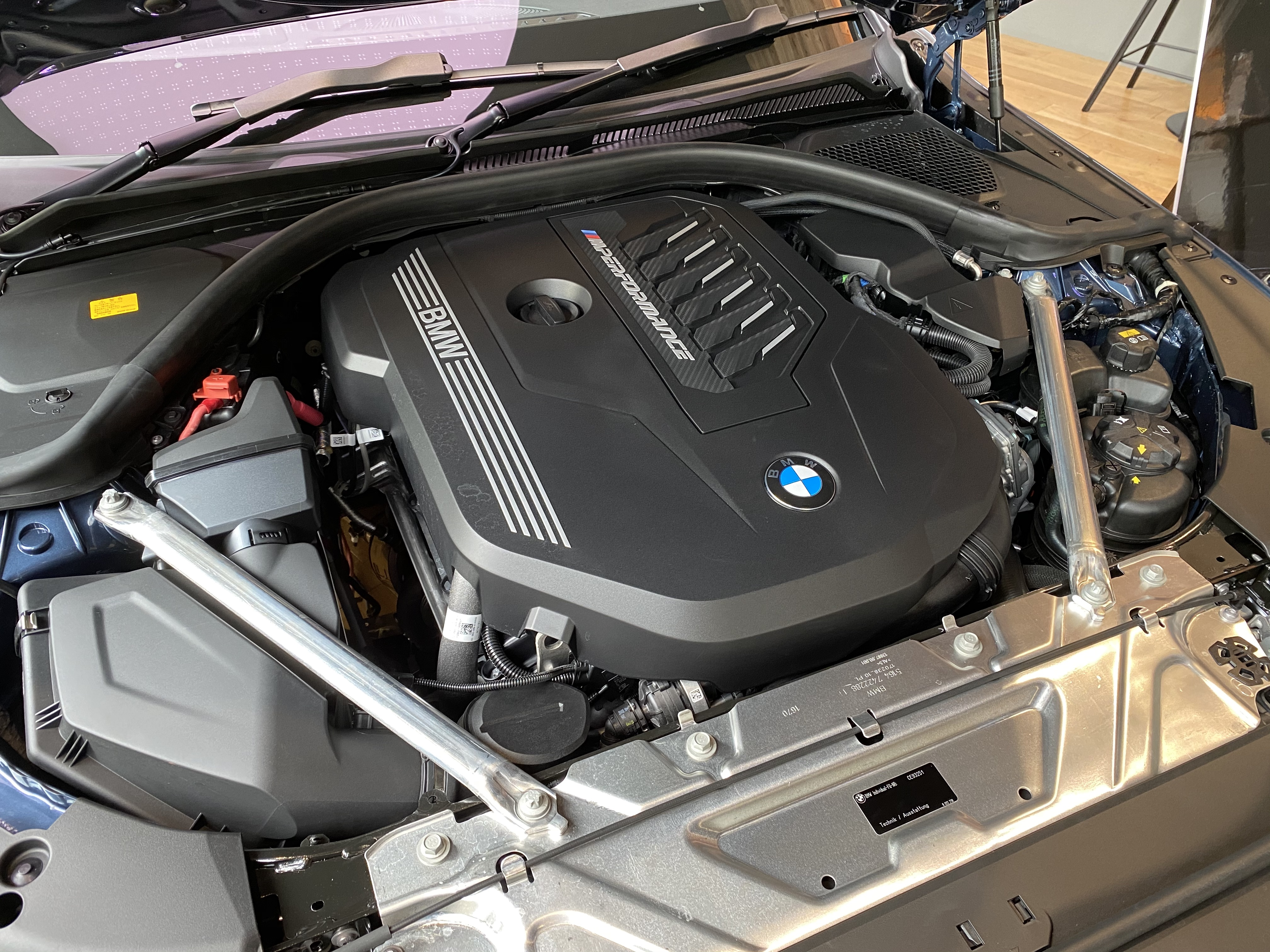
B58 в M440i G22

BMW B58 — бензиновый двигатель внутреннего сгорания производства компании BMW, выпускаемый с 2015 года. 
Двигатель имеет рядное расположение цилиндров и только один турбонаддув. Объём был обусловлен термодинамическими соображениями. Охлаждение мотора водяное. Давление впрыска составляет 200 бар. 
Картер, головка блока цилиндров и масляный поддон сделаны из алюминия. Также присутствует выхлопная система M-Performance Sound + Power, увеличивающая крутящий момент с 450 до 500 Н*м. 

## Технические характеристики
| Тип       | Объём            | Диаметр × Ход поршня | Мощность (кВт/л. с.) при об/мин      | Крутящий момент (Н*м) при об/мин |
| --------- | ---------------- | -------------------- | ------------------------------------ | -------------------------------- |
| B58B30M0  | 3,0 л (2998 см³) | 94,6 × 82 мм         | 240 кВт (326 л. с.) при 5500—6500    | 450 Н*м при 1380—5000            |
|           | 3,0 л (2998 см³) | 94,6 × 82 мм         | 250 кВт (340 л. с.) при 5500—6500    | 450 Н*м при 1380—5200            |
|           | 3,0 л (2998 см³) | 94,6 × 82 мм         | 250 кВт (340 л. с.) при 5500         | 500 Н*м при 1520—4500            |
|           | 3,0 л (2998 см³) | 94,6 × 82 мм         | 265 кВт (360 л. с.) при 5500—6500    | 500 Н*м при 1520—4800            |
| B58B30TÜ1 | 3,0 л (2998 см³) | 94,6 × 82 мм         | 250 кВт (340 л. с.) при 5000—6500    | 500 Н*м при 1600—4500            |
| B58B30TÜ1 | 3,0 л (2998 см³) | 94,6 × 82 мм         | 275,07 кВт (374 л. с.) при 5500—6500 | 500 Н*м при 1850—5000            |
| B58TÜ2    | 3,0 л (2998 см³) | 94,6 × 82 мм         | 275,07 кВт (374 л. с.) при 5200—6250 | 520 Н*м при 1850—5000            |